# 린민천
린민천(중국어: 林明禎, 병음: Lín Língzhēn 린밍전[*], 한자음: 임명정, Lin Min Chen, 1990년 6월 1일 ~ )은 말레이시아 출신 대만과 홍콩의 배우, 모델, 가수이다.